# Le Chemin du bonheur (film, 2021)
Pour plus de détails, voir Fiche technique et Distribution.
Le Chemin du bonheur est un film franco-belge réalisé par Nicolas Steil et sorti en 2021.
Il est présenté dans des festivals en 2021 et sorti en salles en 2022.

## Synopsis
Saül Birnbaum est un enfant caché. Il a été séparé de ses parents à l'âge de 6 ans pour fuir la Shoah et envoyé de Vienne à Bruxelles par un Kindertransport. En 1986, Saül a réinventé sa vie pour oublier cet épisode douloureux de son enfance. Au contact d'un jeune cinéaste chilien qui a fui Pinochet, et qui souhaite écrire un film sur l'enfance de Saül, ils tentent tous deux de guérir un peu plus de leurs passés. Passé auquel Saül va de nouveau être confronté en rencontrant l'amour...

## Fiche technique
- Réalisateur : Nicolas Steil
- Scénario : Michel Fessler et Henri Roanne-Rosenblatt, d'après le roman Le cinéma de Saul Birnbaum de Henri Roanne-Rosenblatt
- Musique : Kyan Bayani
- Photographie : Pierre Milon
- Décors : Hérald Najar
- Costumes : Uli Simon
- Son : Alain Goniva
- Montage : Damien Keyeux
- Production : Katarzyna Ozga et Nicolas Steil
- Sociétés de production : Iris Films, Tu Vas Voir Productions, Belga Productions
- Société de distribution : Rezo Films
- Pays de production :  France,  Belgique
- Genre : comédie dramatique
- Durée : 115 minutes
- Dates de sortie : 
  - France : 25 août 2021 (Festival du film francophone d'Angoulême) ; 15 juin 2022 (sortie nationale)

## Distribution
- Simon Abkarian : Saül Birnbaum
- Pascale Arbillot : Hannah Moskowicz
- Django Schrevens : Joakin Rojas
- André Jung : Edward Kiev
- Michel Vuillermoz : Robert de Trévignac
- Éric Caravaca : Pierre Aslon / Daniel Silberstein
- Helena Noguerra : Beatriz Rojas
- Roxane Duran : Rachel Rosenblum
- Tania Garbarski : Hélène Silberstein
- Raoul Schlechter : Samuel Rosenblum
- Mathilda May : Sarah Glücksmann
- Brigitte Fossey : Judith Askelevicz

## Sélection
- Festival du film francophone d'Angoulême 2021 : Sélection officielle[2]